# 天主教與演化論
自從查爾斯·羅伯特·達爾文在1859年出版了物種起源，天主教會對演化論的態度就開始隨時代發展。在最初的一百年內，雖有幾次非正式的衝突和一些神職人員對其的善意或反對態度，但天主教會最初並未對演化論做出正式的官方表態。直到1950年，教宗庇護十二世在正式的教宗通籲中認同演化論的學術研究自由，只要不違反天主教信仰。若望保祿二世更直指演化論不只是個假說。在現今，天主教的非正式但普遍的立場是神導演化論，認為演化論和信仰並不衝突。有名天主教徒認為，根據《創世紀》，「第五天」中被創造的動物各按其類繁衍後代，演化其進新的種類；「第六天」中被創造的動物各按其類繁衍後代，亦演化其進新的種類。「第五天」中被創造的動物沒有和不會演化成「第六天」中被創造的動物；「第六天」中被創造的動物亦沒有和不會演化成「第五天」中被創造的動物。在「第六天」中被創造的亞當與厄娃，即人類的祖先，並不是由動物演化而來，亞當是由天主親手用塵土創造成，厄娃是由天主親手用亞當的一根肋骨創造成，人類是萬物之靈，並不是萬物的後代。

## 早期反應
天主教對演化論的關注是在於對人類的來源的論述。早在地理和其他學術的洗滌後，天主教就已經不堅持字面解讀創世紀。 沒有較高層級的教會宣言抨擊在人類之外的演化論。而在教父時代，亞歷山太的革利免就曾經對是否在六天造世提出辯論。在中世紀，字面解經變得普遍，但經過科學學術的挑戰後，現今堅持以字面解釋《聖經》已經不多見於天主教了。
在《物種起源》出版後的幾十年內，雖然有些地方的神職人員對此書發表敵對言論，但是天主教的官方卻遲遲沒有做出正式回應。而且達爾文的著作甚至沒有進入《禁書目錄》中。反而是身為天主教信徒的亨利·柏格森的非達爾文論著作《創造進化論》（Evolution créatrice，著於1907年），在1948年被列入《禁書目錄》，直到1966年《禁書目錄》被裁撤。而且不可否認的一些試圖調和天主教信仰和演化論的天主教信徒作家也和當時的梵蒂岡當局處不來，或是受到達爾文主義者及教廷雙方的譴責。
而來自天主教最早較明顯的反應是在1860年由德國主教們在科隆開的會議。會議中他們發表以下言論：
|  | 我們的原祖是由天主直接創造的。為此，我們表示對此的看法，一人斷言他的身體是完成自一系列的由不完美到完美的變化，是對《聖經》和信仰的反對。 |

從梵蒂岡沒有對這次會議做出回應這點來看，這也許意味著某種程度的認同。不過在1998年開放的信理部（早先稱作聖座辦公室）檔案中卻顯示當年梵蒂岡在對演化論並沒有固定的態度。
1865年，真福紐曼樞機主教作為一個高階神職人員在評論達爾文論時則說：
|  | 達爾文先生的理論無論是否正確，都沒有必要將之視為無神論。這個理論只是提示了對天主先知先覺及全能更加寬廣的思想。乍看起來，我不覺得「有機生命的偶然進化」與天主的計劃有出入。爲我們是偶然事件，爲天主卻不是。 |

1894年聖座辦公室收到一份要求確認教會對一本由神學書法國多明我會的神學家所寫的有關達爾文的神學專書《L'évolution restreinte deux espèces organiques, par le père Léry dominicain》的立場的信件，從辦公室對辯論以及向專家的諮詢紀錄來看，他們對於這項議題的觀點差異很大。這次的事件結論是該書籍被撤回，然而這群學者的注意目標還是在人類的演化上。

## 庇護九世
《物種起源》是在1859年發表的，當時的教宗庇護九世，也在1869年至1870年召開第一次梵蒂岡大公會議。會議中提及信仰与理性不應衝突，雖未針對演化論，但也堅持了神造萬物的立場。

## 良十三世和庇護十世
教宗良十三世的《上智的天主》通籲雖然沒有提及演化論，但為回應科學和新時代的觀念改變上，他鼓勵大眾研究聖經，但是也承認聖經在字面上可能不盡然是正確的，卻也要求聖經的研究者除了正當原因，則不應偏離其明顯的訊息和字面意涵。他也強調神學家和科學家都應回歸自己的領域。
1909年6月30日庇護十世批准了宗座聖經委員會頒布的一項法令中提到，創世紀的第一章的字面表達是無庸置疑的，一開始神造了萬有，特別是創造人類，以及第一個女性從第一個男性身上...一如當年，「特別創造的」專對於人類這個物種。

## 庇護十二
庇護十二的通籲《人類通牒》是第一個直接提及演化論的教宗通籲。以中立的立場並且專注於人類的演化的方式去論述這一點。
|  | 為此，教會的訓導層，並不禁止「進化論」 的學說，即對人肉身的來源，從現已存在的生物原始，著手研究——至於人的靈魂，則公教信理，命令我們要堅信：她（靈魂）是由天主直接所受造－專家們，可按今日人類科學與神學的現狀，在人靈肉兩方面，作深入的研究和辯論，務使對進化論的擁護者與反對者，雙方理由，帶著應有的莊重，應有的謹慎與節制，予以衡量和批判…… |

## 若望保祿二世

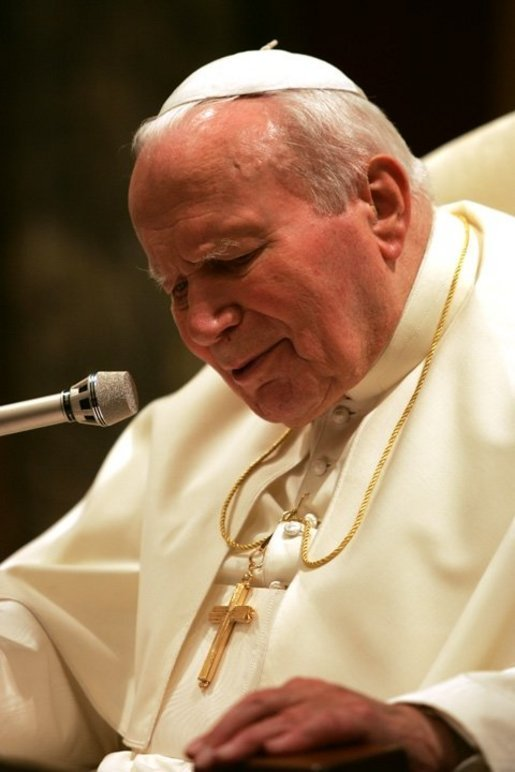
"...一些新發現讓我們認識到演化論不只是個假說— 若望保祿二世, 1996年

1992年10月22日，教宗若望保祿二世正式更新了天主教對演化論的立場，接受人類演化論的可能性，他在宗座科學院的一篇演說中提到:
|  | 在他的通籲《人類通牒》 (1950)中，我的前任庇護十二世已經肯定在演化論和論述人類及其天職的教理之間是毫無衝突的，只要我們不偏離部分要點... 。今天，在這篇通籲發布超過了五十年後，一些新發現讓我們認識到演化論不只是個假說。事實上，這是很了不起的，當這個學說已經逐漸增加其對研究者的影響，且引發各學科的不同的發現。從這些獨立研究的結果的驅同性—既非有預謀的或特意尋求的—本身就形成對演化論的真實性大大的加分。 |

同時，若望保祿二世也反對以演化論去對人類的靈魂做出唯物論的解釋：
|  | 一個從演化論衍生的對於屬靈面的哲學闡述，不論是對於生命力的突現的課題，或只是作為這課題的附屬，都是不適用在關於人類的真理的。 |

## 本篤十六世
2005年7月7日，一位和本篤十六世私交甚好的樞機主教施波恩（Christoph Schönborn）以個人立場接受紐約時報採訪時的言論傾向智慧設計論，因而引發另一波對於天主教會在演化論的立場上的臆測。一個由幾個基督教宗派合作的支持智慧設計論之智庫發現研究所（Discovery Institute）發表了許多認同施波恩樞機對達爾文主義的抱怨言論的認同宣言。然而施波恩樞機本人的著作《偶然或目的？》（Chance or Purpose? ，原文以德文出版）卻是在一定範圍接受了科學演化論，只是反對將演化論作為一種取代信仰的意識形態。此外在80年代當時的信理部部長拉辛格樞機主教，也就是日後的本篤十六世，也寫過文章強調人類不是「單純的偶然」的產物。
由教宗的公開發言和樞機主教的評論中，可以知道天主教已經開始接受現今學術在地球的年齡以及物種改變的課題上的成果。2004年7月梵蒂岡國際神學委員會發布了一則由當時的主席同時也是信理部部長的拉辛格樞機核可的一份聲明中提到：
|  | 綜觀許多關於物理和生命科學的研究所提供的證據而得以支持演化論用來說明地球上多變以及多樣性的生命，但在演化的過程和機制上還是有些爭論。 |

此外，在2005年11月18日，梵蒂岡的首席天文學家，喬治·柯尼神父（George Coyne）發表聲明，「智能設計不是科學學說，即使它假裝是，如果想在課堂上教智能設計，應該歸類在宗教或文化史的類別，而不是科學」。其他如身為天主教平信徒的學者甘迺迪·R·米勒（Kenneth R. Miller）也是有名的智設論以及年輕地球論的反對者，也是多佛學區案的原告方第一證人。然而，雖然在教廷的立場上偏向支持演化論，也有像發現研究所的高階成員米歇爾·貝希(Michael Behe)持反對演化論而支持智設論的天主教平信徒身分之學者，他和米勒在多佛案中正好分別擔任原告和被告雙方不同立場的證人。
本篤十六世在樞機時期出版的著作《在起初...：天主教對創造和墮落的故事的了解》（In the Beginning...: A Catholic Understanding of the Story of Creation and the Fall，出版於1995年9月1日），談及「內部的協調存在於創造與演進，以及理性和信仰間」，認為這二方並不衝突。
2007年7月24日，已就任為教宗的本篤十六世，在一次公開座談會中論及演化論和創造論者的對立時，更直接評論這種對立是荒謬的。
在2009年3月，為了紀念《物種起源》發表一百五十周年和達爾文誕辰二百年，在羅馬的宗座大學們舉行了一個為期五天的學術研討會議。大多數的與會學者認為演化論與天主教信仰互不衝突，且不支持視智慧設計論為科學理論。

## 註解
1. ↑  聖喬治·傑克遜·米瓦特是一個例子。